# Zeunerit
Zeunerit (auch Kupferarsenuranit) ist ein eher selten vorkommendes Mineral aus der Mineralklasse der „Phosphate, Arsenate und Vanadate“ mit der chemischen Zusammensetzung Cu[UO2|AsO4]2·10–12H2O und damit chemisch gesehen ein wasserhaltiges Kupfer-Uranyl-Arsenat.
Zeunerit kristallisiert im tetragonalen Kristallsystem und entwickelt meist flache, tafelige Kristalle von gelbgrüner bis smaragdgrüner Farbe, deren Form von der Basisfläche {001} dominiert wird. Die Oberflächen der durchsichtigen Kristalle zeigen einen glasähnlichen Glanz. Auf der Strichtafel hinterlässt Zeunerit einen blassgrünen Strich.
Mit einer Mohshärte 2,5 gehört Zeunerit noch zu den weichen Mineralen, das sich zwar nicht mehr mit dem Fingernagel ritzen, jedoch leichter als das Referenzmineral Calcit (3) mit einer Kupfermünze ritzen lässt.
Das Mineral dehydratisiert leicht zu Metazeunerit (Cu[UO2|AsO4]2·8H2O), wobei sich seine Transparenz durch den Wasserverlust verringert, das heißt, es wird trübe. Fundstücke aus reinem Zeunerit mit maximalem Gehalt an Kristallwasser sind selten.

## Etymologie und Geschichte

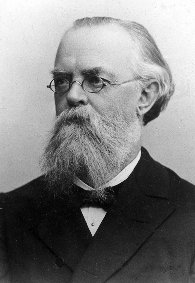
Gustav Zeuner

Eine erste Beschreibung der „mica viridis“ oder „Grüne Glimmer“ (Torbernit in diesem Fall) stammt von Born aus dem Jahr 1772. Um 1800 herum, nur wenige Jahre nach der Entdeckung des Elementes Uran konnte Martin Heinrich Klaproth dieses neue Element in den Uranglimmern nachweisen.
Als eigenständiges Mineral wurde Zeunerit erst 1872, also rund 70 Jahre später, durch Albin Weisbach, beschrieben. Er entdeckte es in Proben aus der Grube „Weißer Hirsch“ bei Neustädtel, einem Ortsteil von Schneeberg im sächsischen Erzgebirge und benannte es nach Gustav Anton Zeuner (1828–1907), dem damaligen Direktor der Bergakademie Freiberg.

## Klassifikation
In der veralteten 8. Auflage der Mineralsystematik nach Strunz gehörte der Zeunerit zur Mineralklasse der „Phosphate, Arsenate und Vanadate“ und dort zur Abteilung der „Wasserhaltige Phosphate, Arsenate und Vanadate mit fremden Anionen“, wo er zusammen mit Autunit, Bassetit, Fritzscheit, Heinrichit, Kahlerit, Kirchheimerit, Natrouranospinit, Nováčekit, Sabugalit, Saléeit, Torbernit (Uranit), Uramphit, Uranocircit, Uranospathit, Uranospinit die zur Familie der Uranyl-Phosphate, -Arsenate und -Vanadate gehörende „Uranit-Reihe“ mit der Systemnummer VII/D.20a bildete.

Metazeunerit ist zusammen mit Abernathyit, Meta-Ankoleit, Meta-Autunit, Metabassetit (Meta-Bassetit; diskreditiert, da identisch mit Bassetit), Metaheinrichit, Metakahlerit, Metakirchheimerit, Metanatroautunit, Metanatrouranospinit, Metanováčekit, Metatorbernit, Metauramphit, Metauranocircit, Metauranospinit, Sincosit, Trögerit in der nachfolgenden „Meta-Uranit-Reihe“ mit der Systemnummer VII/D.20b zu finden.
In der zuletzt 2018 überarbeiteten Lapis-Systematik nach Stefan Weiß, die formal auf der alten Systematik von Karl Hugo Strunz in der 8. Auflage basiert, erhielt das Mineral die System- und Mineral-Nr. VII/E.01-080. Dies entspricht der Abteilung „Uranyl-Phosphate/Arsenate und Uranyl-Vanadate mit [UO2]2+-[PO4]/[AsO4]3− und [UO2]2+-[V2O8]6−, mit isotypen Vanadaten (Sincosit-R.)“, wo Zeunerit zusammen mit Autunit, Fritzscheit, Heinrichit, Kahlerit, Nováčekit, Rauchit, Sabugalit, Saléeit, Trögerit, Torbernit, Uranocircit, Uranospinit und Natrium-Autunit (Natroautunit) die „Autunit-Gruppe“ mit der Systemnummer VII/E.01 bildet.

Der geringer wasserhaltige Metazeunerit findet sich in der nachfolgenden „Meta-Autunit-Gruppe“ mit der System- und Mineral-Nr. VII/E.02-070.
Die von der International Mineralogical Association (IMA) zuletzt 2009 aktualisierte 9. Auflage der Strunz’schen Mineralsystematik ordnet den Zeunerit ebenfalls in die Abteilung der „Uranylphosphate und Arsenate“ ein. Diese ist allerdings weiter unterteilt nach dem Stoffmengenverhältnis von Uranylkomplex (UO2) zum Phosphat-, Arsenat- bzw. Vanadatkomplex (RO4), so dass das Mineral entsprechend seiner Zusammensetzung in der Unterabteilung „UO2 : RO4 = 1 : 1“ zu finden ist, wo es zusammen mit Autunit, Heinrichit, Kahlerit, Kirchheimerit, Metarauchit, Nováčekit-I und -II, Saléeit, Torbernit, Uranocircit-I und -II, Uranospinit und Xiangjiangit die „Autunitgruppe“ mit der Systemnummer 8.EB.05 bildet.

Metazeunerit steht hier ebenfalls in der nachfolgenden „Metaautunit-Gruppe“ mit der Systemnummer 8.EB.10.
Auch die vorwiegend im englischen Sprachraum gebräuchliche Systematik der Minerale nach Dana ordnet den Zeunerit in die Klasse der „Phosphate, Arsenate und Vanadate“ und dort in die Abteilung der „Wasserhaltigen Phosphate“ ein. Hier ist er zusammen mit Metazeunerit in einer unbenannten Gruppe mit der Systemnummer 40.02a.14 innerhalb der Unterabteilung der „Wasserhaltigen Phosphate etc., mit A2+(B2+)2(XO4) × x(H2O), mit (UO2)2+“ zu finden.

## Kristallstruktur
Zeunerit kristallisiert tetragonal in der Raumgruppe P4/nnc (Raumgruppen-Nr. 126) mit den Gitterparametern a = 7,18 Å und c = 20,79 Å sowie zwei Formeleinheiten pro Elementarzelle.
Die Kristallstruktur zeichnet sich durch Uranyl-Arsenat-Schichten aus, die parallel zur (001)-Ebene liegen. Arsen ist tetraedrisch von 4 Sauerstoffatomen umgeben, das U6+ oktaedrisch von 6 Sauerstoffatomen. Die AsO4-Tetraeder sind über alle 4 Ecken mit UO6-Oktaedern verknüpft, die UO6-Oktaeder über 4 Ecken mit AsO4-Tetraedern. 
Verbunden werden diese Schichten durch Kupferionen (Cu2+), die in c-Richtung an Sauerstoffe der Uranylgruppen gebunden sind. Parallel zur (001)-Ebene sind die Cu-Ionen planar quadratisch von 4 H2O-Molekülen umgeben. Weitere H2O-Moleküle befinden sich zwischen den Uranyl-Arsenat-Schichten und tragen dort mit einem komplexen System von Wasserstoffbrückenbindungen zu einer ausgeglichenen Verteilung der Ladungen bei. 
Der geringer wasserhaltige Metazeunerit kristallisiert zwar ebenfalls tetragonal, allerdings in der Raumgruppe P4/n (Raumgruppen-Nr. 85) mit den Gitterparametern a = 7,12 Å und c = 17,40 Å sowie zwei Formeleinheiten pro Elementarzelle.

## Eigenschaften
Aufgrund des im Mineral enthaltenen Arsens und Urans wirkt es auf den menschlichen Körper stark toxisch. Die ausgesandte Alphastrahlung des Urans schädigt kontinuierlich den Organismus und wirkt zudem krebserregend. Unter Berücksichtigung der natürlichen Zerfallsreihen bzw. vorhandener Zerfallsprodukte wird die spezifische Aktivität von Zeunerit mit 80,27 kBq/g angegeben (zum Vergleich: natürliches Kalium 0,0312 kBq/g).
Zeunerit ist, im Gegensatz zu vielen anderen Uranglimmern, bei UV-Strahlung nicht fluoreszierend. Seine dehydratisierte Form Metazeunerit fluoresziert allerdings gelblichgrün.

### Morphologie
Zeunerit bildet rechtwinklige, meist blättrig-tafelige, selten auch dicktafelige Kristalle und schuppige Aggregate. Kristalle auch in Kombination mit steilen Dipyramidenflächen. Von der Typlokalität (Grube "Weißer Hirsch" bei Schneeberg, Sachsen) ist auch das Auftreten von spitzpyramidalen Kristallen belegt.

## Bildung und Fundorte

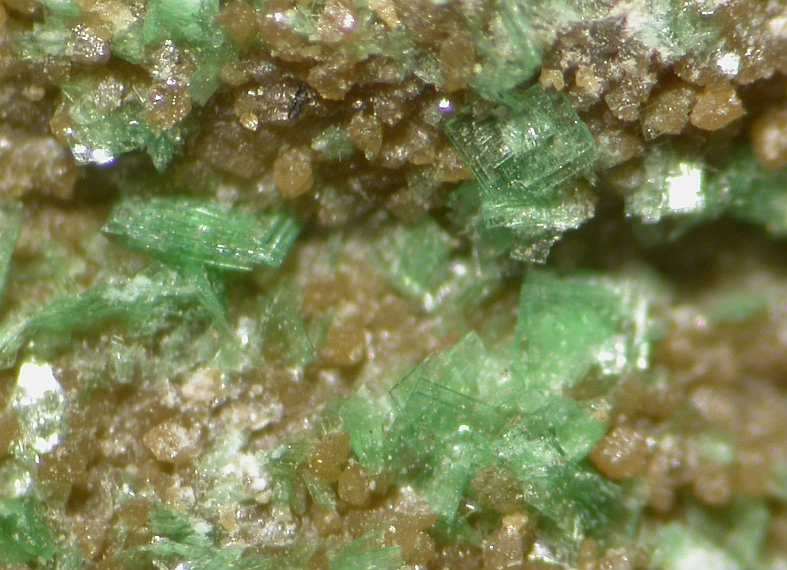
Zeunerittäfelchen aus Cínovec (Zinnwald), Erzgebirge (Sichtfeld: 7 mm)

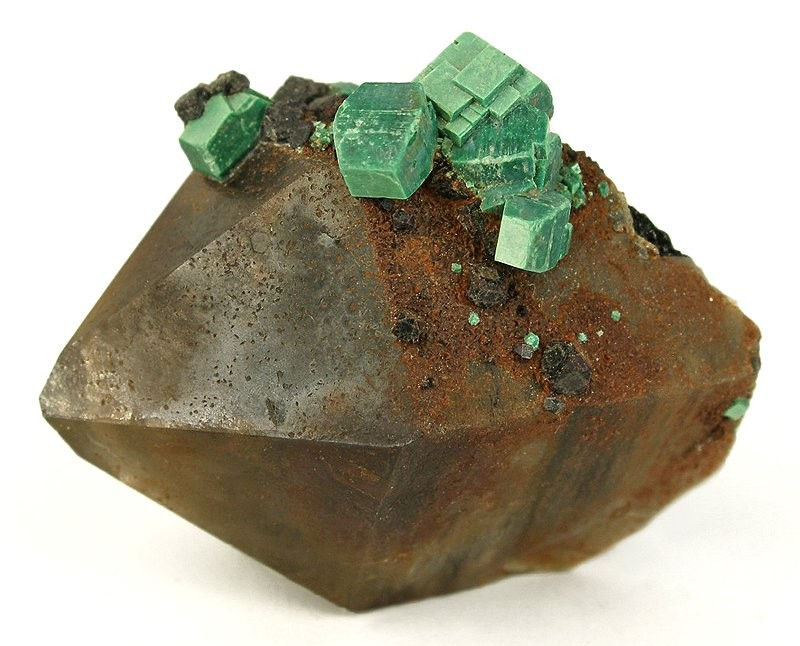
Metazeunerit auf Rauchquarz aus dem Erongogebirge, Namibia (Größe: 3,4 cm × 2,8 cm × 2,0 cm)

Zeunerit bildet sich sekundär in der Oxidationszone von arsenhaltigen Uran-Lagerstätten. Als Begleitminerale können unter anderem Azurit, Malachit, Mansfieldit, Olivenit und Skorodit auftreten. 
Als eher seltene Mineralbildung kann Zeunerit an verschiedenen Fundorten zum Teil zwar reichlich vorhanden sein, insgesamt ist er aber wenig verbreitet. Insgesamt gelten bisher (Stand 2013) rund 180 Fundorte als bekannt. Neben seiner Typlokalität, der Grube "Weißer Hirsch" bei Neustädtel, trat das Mineral in Deutschland noch in vielen weiteren Gruben im sächsischen Erzgebirge wie unter anderem am Schreckenberg und bei Johanngeorgenstadt. Daneben fand sich Zeunerit noch an zahlreichen Orten im Schwarzwald wie unter anderem bei Freudenstadt, Wittichen und Oberwolfach in Baden-Württemberg; bei Rudolfstein (Fichtelgebirge), Dörrmorsbach und an der Hartkoppe bei Sailauf in Bayern; im Steinbruch Wingertsberg bei Nieder-Ramstadt in Hessen; bei Bad Lauterberg und Braunlage in Niedersachsen; bei Ellweiler und Imsbach sowie am Königsberg in Rheinland-Pfalz; bei Nunkirchen im Saarland und in der Uranlagerstätte Ronneburg in Thüringen. In vielen Fundstellen hat sich Zeunerit allerdings zum Großteil in Metazeunerit umgewandelt.
In Österreich konnte Zeunerit bisher nur in der Gemeinde Mühlbach am Hochkönig in Salzburg und am Grasbergjoch nahe Thierbach (Gemeinde Wildschönau) in Tirol gefunden werden.
Die einzigen bisher bekannten Fundorte in der Schweiz sind der Wannigletscher im Chriegalp-Tal (auch Kriegalp), einem Nebental des Binntals, sowie bei Les Marécottes im Kanton Wallis.
Weitere Fundorte liegen unter anderem in Argentinien, Belgien, Brasilien, Chile, China, der Demokratischen Republik Kongo (Zaire), Frankreich, Iran, Italien, Japan, Kanada, Marokko, Mexiko, Norwegen, Polen, Portugal, Russland, der Slowakei, Spanien, Südafrika, Tschechien, Ungarn, im Vereinigten Königreich (UK) sowie in den Vereinigten Staaten von Amerika (USA).

## Vorsichtsmaßnahmen
Aufgrund der Toxizität und der starken ionisierenden Strahlung des Minerals sollten Mineralproben von Zeunerit nur in staub- und strahlungsdichten Behältern, vor allem aber niemals in Wohn-, Schlaf- und Arbeitsräumen aufbewahrt werden. Ebenso sollte eine Aufnahme in den Körper (Inkorporation, Ingestion) auf jeden Fall verhindert und zur Sicherheit direkter Körperkontakt vermieden sowie beim Umgang mit dem Mineral Mundschutz und Handschuhe getragen werden.